# 影山拓也
影山 拓也（かげやま たくや、1997年〈平成9年〉6月11日 - ）は日本の歌手、俳優、タレントであり、IMP.のメンバーでリーダー。愛称は、かげ。
東京都出身。TOBE所属。

## 来歴
テレビドラマ『探偵学園Q』（日本テレビ系）を観て山田涼介に憧れ、小学5年生の時、自分でジャニーズ事務所に履歴書を送る。音沙汰はなかったが、諦めきれずに何度も応募し、中学2年生の時に初めてオーディションの案内を受け、数回のオーディションを経て2011年6月19日にジャニーズ事務所へ入所。ジャニーズJr.として活動を始める。
嵐やNEWS、Kis-My-Ft2などのバックでバックダンサーとして踊ることが多かったが、20歳の時に、大勢の中の1人ではなく「影山拓也」として一歩踏み出したいという想いで、スタッフに「『滝沢歌舞伎』に出演したい」と相談し、2018年の公演に出演。滝沢秀明からJr.のリーダー役も任される。
2020年10月16日に放送された『ミュージックステーション』（テレビ朝日系）の2時間スペシャル内にて結成が発表されたIMPACTorsのメンバーに選ばれ、リーダーに就任する。
IMPACTorsとして約2年半活動の後、2023年5月25日、他のメンバー6人と共にジャニーズ事務所を退所した。
2023年7月14日、旧IMPACTorsメンバー6人と共にTOBEに所属し、男性アイドルグループ・IMP.のメンバーとして活動することを発表した。引き続きグループのリーダーを務める。

## 人物
- 兄と妹2人の4人兄弟[1]。
- サッカーとフットサルどちらも経験があり、副キャプテンを務めていた[10][11]。TBS系バラエティー『炎の体育会TV』の企画「上田ジャニーズ陸上部」ではオーディションに合格し、2期生メンバーに選ばれている[12]。
- 尊敬するジャニーズの先輩は坂本昌行、岡田准一、ジェシー[1]。

## 出演
個人での出演のみ記載。グループとしての出演はジャニーズJr.解散グループ (2000年以降)#IMPACTors、IMP.#出演を参照。

### テレビドラマ
- 24時間テレビスペシャルドラマ 無言館（2022年8月27日、日本テレビ） - 日高安典 役[13]
- Qrosの女 スクープという名の狂気（2024年10月7日 - 12月9日、テレビ東京） - 矢口慶太 役[14]
- 私の彼が姉の夫になった理由（2025年8月8日 - 、毎日放送） - 主演・吉村優馬 役（秋田汐梨、高田里穂とトリプル主演）[15][16]

### テレビ番組
- スマイルスタジアム（2021年1月23日 - 2023年3月18日、NST新潟総合テレビ） - 「新潟温泉Jr.」コーナー[17][18]
- ひるまでウォッチン!（2024年11月4日 -  、TBC東北放送） - 「かげログ」コーナー[19]

### 映画
- 滝沢歌舞伎 ZERO 2020 The Movie（2020年12月4日公開、松竹）[20]

### 舞台
- JOHNNYS' YOU&ME IsLAND（2017年9月6日 - 30日、帝国劇場）[21]
- 滝沢歌舞伎 2018（2018年6月4日 - 30日、御園座）[22]
- 滝沢歌舞伎ZERO（2019年2月3日 - 25日、南座 / 4月10日 - 5月19日、新橋演舞場）[23][24]
- 虎者 -NINJAPAN-（2019年11月2日 - 10日、サンシャイン劇場 / 11月15日 - 24日、南座 / 11月26・27日、御園座 / 11月30日、上野学園ホール）[25] - オオワシ 役[26]
- 虎者 NINJAPAN 2020（2020年10月10日 - 27日、新橋演舞場）[27]
- いまを生きる（2021年1月16日 - 31日、新国立劇場中劇場 / 2月11日 - 14日、サンケイホールブリーゼ / 2月20日・21日、東海市芸術劇場大ホール） - ノックス・オーバーストリート 役[28]
- 《喜劇名作劇場》恋文屋一葉 有頂天作家（2022年1月15日 - 28日、南座[29] / 2月12日 - 15日、新橋演舞場[30]）[注 2] - 羽生草助 役[33]
- 波濤を越えて（2022年11月12日 - 22日、南座 / 11月25日・26日、広島文化学園HBGホール） - 平知盛 役[34][35]
- 星列車で行こう（2024年7月27日 - 8月19日、南座 / 8月23日 - 26日、御園座 / 2025年10月4日 - 26日〈予定〉、新橋演舞場 / 10月31日 - 11月9日〈予定〉、大阪松竹座） - 主演・太郎 役[36][37]

### PV
- KEN☆Tackey
  - 逆転ラバーズ（2018年）[38]
  - 浮世艶姿桜（2018年）[38]